# Суперфінал Кубка ярмарків
Кубок ярмарків 1970—1971 став останнім розіграшем турніру, на зміну якому мав прийти Кубок УЄФА. Тому було ухвалене рішення 22 вересня 1971 року провести Суперфінал Кубка ямарків і віддати переможцю матчу Трофей на постійне зберігання. Учасниками Суперфіналу стали найуспішніші команди в історії змагання, іспанська «Барселона» та англійський «Лідс Юнайтед», які перемогли у турнірі три та два рази відповідно. Переможцем матчу стали іспанці і отримали Кубок на довічне зберігання у свій музей. 

## Команди
| Команда        | Попередні виступи (жирним шрифтом виділені перемоги) |
| -------------- | ---------------------------------------------------- |
| «Барселона»    | 4 (1958, 1960, 1962, 1966)                           |
| «Лідс Юнайтед» | 3 (1967, 1968, 1971)                                 |

## Матч
| 22 вересня 1971 |

| «Барселона»      | 2:1      | «Лідс Юнайтед» |
| ---------------- | -------- | -------------- |
| Дуеньяс 51', 84' | Протокол | Джордан 52'    |

| Камп Ноу, Барселона Глядачів: 45 000 Арбітр: Іштван Жолт |

|  |  |

|              |  |                        |  |     |
|              |  |                        |  |     |
| В            |  | Сальвадор Садурні      |  |     |
| З            |  | Хоакім Ріфе (к)        |  |     |
| З            |  | Еладіо Сільвестр       |  |     |
| З            |  | Антоні Торрес          |  |     |
| З            |  | Гальєго                |  |     |
| ПЗ           |  | Енріке Альварес Костас |  |     |
| ПЗ           |  | Марсіаль Піна          |  |     |
| ПЗ           |  | Хуан Мануель Асенсі    |  | 79' |
| Н            |  | Карлес Решак           |  |     |
| Н            |  | Хуан Карлос            |  |     |
| Н            |  | Теофіло Дуеньяс        |  |     |
| Заміни:      |  |                        |  |     |
| ПЗ           |  | Жозеп Фусте            |  | 79' |
| Тренер:      |  |                        |  |     |
| Рінус Міхелс |  |                        |  |     |

| В        |  | Гарі Спрейк       |
| З        |  | Пол Ріні          |
| З        |  | Найджел Дейві     |
| З        |  | Джек Чарлтон      |
| З        |  | Норман Гантер     |
| ПЗ       |  | Біллі Бремнер (к) |
| ПЗ       |  | Джонні Джайлс     |
| ПЗ       |  | Пітер Лорімер     |
| Н        |  | Джо Джордан       |
| Н        |  | Род Белфітт       |
| Н        |  | Кріс Галвін       |
| Тренер:  |  |                   |
| Дон Реві |  |                   |